# Koppelojärvi (sjö i Finland, Norra Karelen)
Koppelojärvi är en sjö i Finland. Den ligger i kommunen Valtimo i landskapet Norra Karelen, i den centrala delen av landet, 400 km nordost om huvudstaden Helsingfors. Koppelojärvi ligger 130,7 meter över havet. Den är 19 meter djup. Arean är 4,71 kvadratkilometer och strandlinjen är 18,55 kilometer lång. Sjön  ingår i Vuoksens huvudavrinningsområde.   I omgivningarna runt Koppelojärvi växer i huvudsak blandskog. Den sträcker sig 3,0 kilometer i nord-sydlig riktning, och 4,4 kilometer i öst-västlig riktning.
I sjön finns några öar. Den största är Kalmasaari.
I övrigt finns följande vid Koppelojärvi:
- Hirsimetsa (en skog)
- Hirsimetsä (en skog)
- Palmikkojoki (ett vattendrag)